# جيلكو ميلوشيفيتش
جيلكو ميلوشيفيتش هو مدرب كرة قدم ولاعب كرة قدم صربي في مركز الدفاع، ولد في 25 يناير 1976 في سريمسكا ميتروفيتشا في صربيا. لعب مع نادي أوبليتش.

## وصلات خارجية
- جيلكو ميلوشيفيتش على موقع قاعدة بيانات كرة القدم.إي يو (الإنجليزية)
- جيلكو ميلوشيفيتش على موقع Soccerway.com (الإنجليزية)